# Tricyphona (Tricyphona) hynesiana
Tricyphona (Tricyphona) hynesiana is een tweevleugelige uit de familie Pediciidae. De soort komt voor in het Nearctisch gebied.